# David Zubiria
David García Zubiria (ur. 14 lutego 1994 w Pampelunie) – hiszpański piłkarz, grający na pozycji pomocnika w katarskim klubie Ar-Rajjan oraz w reprezentacji Hiszpanii. Wychowanek oraz wieloletni zawodnik hiszpańskiej CA Osasuny.